# Кедарнатх (гора)
Кедарнатх — гора в західній частині Ґарґхвальських Гімалаїв, в індійському штаті Уттаракханд. Гора складається з двох вершин: Головний Кедарнатх і Купол Кедарнатх: Головний Кедарнатх лежить на головниму хребті, а Купол Кедарнатх — на проєкції убік, за два кілометри від основної вершини. Кедарнатх — найвища вершина на південній стороні льодовика Ґанґторі, а Купол Кедарнатх — третя за висотою. Сходження північною стороною достатньо легке.